# Десант на острова Лункулансаари и Мантсинсаари
Десанты на Лункулансаари — Мантсинсаари — десантная операция советской Ладожской флотилии в ходе оборонительной операции в Карелии во время Великой Отечественной войны, проведённая 24 — 27 июля 1941 года.

## Военно-оперативная ситуация
После начала Великой Отечественной войны финская армия развернула наступление в Карелии. Советские войска в ходе оборонительного сражения в Карелии пытались остановить финское наступление. К 17 июля 1941 года Карельская армия (командующий Эрик Хейнрихс) прорвала фронт советской 7-й армии на участке северо-восточнее Ладожского озера и продвигались по восточному побережью озера к югу. 16 июля 5-я пехотная дивизия финнов заняла Питкяранту. На этом направлении им противостояли разрозненные советские части, заранее подготовленной обороны не было. С целью создания угрозы флангу и тылу наступающего противника, 19 июля 1941 года Ладожская флотилия (командующий контр-адмирал П. А. Трайнин) получила приказ главнокомандующего Северо-Западным направлением маршала К. Е. Ворошилова высадить десант в тылу наступавшего противника с целью создать угрозу его частям, наступавшим на Видлицу, аналогичный приказ поступил от заместителя народного комиссара ВМФ адмирала И. С. Исакова. С юга на Питкяранту от Олонца должна была наступать спешно созданная Южная оперативная группа 7-й армии, имевшая задачу соединиться с десантом, но чрезвычайно малое количество сил в этой группе ставило под сомнение возможность её успеха.
Советское командование практически не имело представления о численности противника в районе десанта. Разведка ограничилась высадкой на острова трёх разведгрупп, одна из которых полностью погибла, зато две другие вообще не обнаружили противника. К островам был послан разведывательный самолёт, также не обнаруживший противника. Между тем, финское командование располагало в этом районе значительными силами — части 1-й и 5-й пехотных дивизий (в целом до 6 полков пехоты), 1-я егерская бригада, отдельный батальон бронеавтомобилей, два дивизиона тяжелой артиллерии. Хотя эти части не были сконцентрированы в одном месте, но их высокая мобильность и наличие сети дорог в этом районе позволяли финскому командованию быстро перебрасывать их на угрожаемые участки. 
Десантные части имели задачу выбить финские войска с островов Лункулансаари и Мантсинсаари, создать опорные базы на этих островах и опираясь на них создать угрозу тылу и флангу финских войск на побережье. На втором этапе операции предусматривалось десантирование советских войск с островов на занятое противником побережье Ладожского озера.
В операции участвовали тральщик ТЩ-100, сторожевой корабль «Пурга», три канонерские лодки («Олекма», «Бира», «Селемжа»), два бронекатера, два катера «малый охотник». Перевозка десанта к месту высадки производилась на 8 мелких транспортах («Илга», «Стенсо», «Ханси», «Вилсанди», «Совет», «Кремль», «Чапаев» и «Щорс»). В операции был задействован отряд авиации Балтийского флота — 17 самолётов (5 МБР-2, 6 СБ и 6 И-15 бис). Операцией руководил командующий морской обороной Ленинграда и Озёрного района контр-адмирал Ф. И. Челпанов, но при этом и командующий флотилией П. А. Трайнин (он был назначен на эту должность 18 июля 1941 года) принимал в ней непосредственное участие. Исходным пунктом отрядов десанта был Шлиссельбург. Уже в ходе операции была создана вспомогательная база на острове Валаам.
Для высадки была подготовлена только что сформированная 4-я отдельная морская стрелковая бригада в составе 4-х стрелковых батальонов, артдивизиона (14 орудий), миномётной батареи (9 миномётов). Общая численность бригады по штату составляла 3954 человека, фактическая была ниже, так как бригада по существу не окончила формирование. Подразделения не были сколочены, бойцы и командиры практически не знали друг друга, командный состав сформирован из командиров запаса, острой была нехватка вооружения и боеприпасов, в ходе боя часть спешно выданного со складов без проверки оружия вышла из строя. Командир бригады — генерал-майор береговой службы Б. П. Ненашев, комиссар — полковой комиссар И. П. Вайдло.
В первые эшелоны десанта были выделены на каждый остров по отряду особого назначения (представляли собой по усиленному батальону бригады). На подготовку операции было выделено всего 3 суток. Ладожская флотилия к тому моменту находилась на этапе развёртывания, большинство кораблей были только что переведены в состав ВМФ и их бывшие гражданские экипажи не имели боевого опыта. Практически все руководившие операцией командиры были только что назначены на свои должности и ещё не владели ситуацией. К началу операции командованию флотилии даже не удалось наладить связь с командующим 7-й армией, с которой флотилии предстояло взаимодействовать в ходе десанта.

## Высадка на Лункулансаари
На рассвете 24 июля отряд высадки подошёл к острову Лункулансаари, где был замечен финской авиацией. Из-за длительного перехода отряд растянулся, высадка началась вместо 3 часов утра в 10 часов и окончилась около 12 часов, то есть фактор внезапности был утерян. На Лункулансаари был высажен усиленный 1-й батальон (командир капитан П. М. Юдин, комиссар старший политрук Гусев) численностью 720 человек. Артиллерия и миномёты в его составе отсутствовали. При высадке был потоплен артиллерийским огнём финнов катер КМ-11, при попадании снаряда в канонерскую лодку «Олекма» на ней получил ранение П. А. Трайнин. В командование операцией вступил начальник штаба флотилии капитан 1-го ранга В. П. Боголепов, потому что командующий операцией Ф. И. Челпанов решил лично отправиться в Шлиссельбург для доставки к месту высадки второго батальона десанта, тем самым самоустранившись от руководства операцией.
Бой сразу принял ожесточенный характер. Десант наступал тремя разрозненными группами. Получив сведения о подходе кораблей десанта, финны правильно определили его цель и перебросили на Лункулансаари егерский батальон, а на побережье напротив острова несколько батарей артиллерии. Уже в разгар боя на остров через узкую протоку с материка был переброшен 8-й пехотный полк из состава 5-й пехотной дивизии. Переправу через протоку прикрывала огнём с материка группа трофейных малых плавающих танкеток Т-37 и Т-38, затем часть которых также перебросили на остров для борьбы с десантом. Поскольку десант не имел противотанковых средств (даже противотанковых гранат), их вступление в бой оказало крайне неблагоприятное воздействие. Уже с 14 часов финны стали теснить десантников к берегу.
Артиллерийская поддержка десанта оказалась слабой, так как на советских кораблях были только шесть мощных орудий калибра 100 мм, а снаряды 45-мм орудий в пересеченном лесистом рельефе островов не приносили противнику практически никакого вреда. К тому же вскоре финская тяжёлая артиллерия вынудила корабли отойти в озеро, потопив катер «малый охотник» КМ-11 и повредив канонерскую лодку «Олекма» (финские данные о потоплении торпедного катера и транспорта не соответствуют действительности), за пределы досягаемости огня 45-мм орудий.
Однако исход боя изолированного на острове десанта без действенной артиллерийской и авиационной поддержки с намного превосходящим противником был предрешен. К 18:00 того же дня финны подавили сопротивление на южной оконечности острова, а к 19:00 — последний организованный очаг сопротивления в северо-западной части острова. Всю ночь на острове продолжались стычки с уцелевшими мелкими группами. Ввиду полного провала операции в ночь на 25 июля было принято решение эвакуировать морских пехотинцев с острова.
Утром 25 июля под прикрытием дымовой завесы отряд катеров смог снять с берега и подобрать из воды несколько групп десантников общей численностью в 109 человек, из них 50 раненых. К 14 часам этого дня бои прекратились. В этот день финская артиллерия потопила бронекатер БКА-98, заявив, однако, о потоплении тральщика и артиллерийского корабля. Потери десанта составили свыше 500 человек.

## Десант на Мантсинсаари
Однако советское командование продолжало следовать изначально составленному плану операции и утром 26 июля начало высадку второго десанта на острове Мантсинсаари. Силы десанта составили три роты из 2-го батальона бригады (командир подполковник Е. Н. Петров, военком — батальонный комиссар Гуральник), три пулемётных взвода. Общая численность десанта — 792 человека при 6 45 мм орудиях. Высадка началась около 7 часов утра, отряд высадки насчитывал 7 транспортов и сторожевой корабль. На Мантсинсаари находились мелкие финские подразделения, но финны смогли в начале дня перебросить на остров две пехотные роты. К тому времени десант занял свыше половины острова, но прибытие подкреплений противника переломило ход боя. Вновь отрицательную роль сыграло отсутствие связи десанта с кораблями — её не было почти сутки. Около 14 часов командующий операций Ф. И. Челпанов убыл с места боя на одном из сторожевых кораблей в Шлиссельбург, уже вторично устранившись от руководства операцией.
Хотя численность противника была меньшей, из-за неподготовленности морских пехотинцев к бою в лесной местности финны смогли остановить продвижение десанта. В ночь на 27 июля на остров ими были переброшены артиллерия и миномёты, при их поддержке пехота начала теснить десант. Бой на острове продолжался двое суток. К утру 27 июля финны отбили значительную часть острова. Среди личного состава возникла паника. Командование батальона растерялось, не оценило обстановку и приказало спешно покинуть остров на самодельных плотах.
Не имея возможности усиливать десант, командование флотилии вынуждено было продолжать стихийно начавшуюся эвакуацию. Под огнём врага удалось снять с берега и из воды 588 человек, в том числе 40 раненых. Финны захватили много пленных и все 6 советских орудий. К утру 28 июля сопротивление на острове прекратилось. Часть десантников попыталась покинуть остров на самодельных плотах, но это мало кому удалось. Несколько мелких групп десантников осталась на острове и продолжали сопротивление партизанскими методами, последняя из них была уничтожена финнами в первых числах сентября. Всего на Мантсинсаари советские войска потеряли около 450 человек погибшими и пленными.
Потери советских войск в двух десантах документально не установлены. При расчётном анализе установлено, что высажено на острова 1530 бойцов, снято с обоих островов 697 бойцов (в их числе 90 раненых), итого 830 человек потеряно погибшими и пропавшими без вести. Потеряно практически всё вооружение десанта — 6 орудий, 52 пулемёта, 1166 единиц стрелкового вооружения. Также потери понесла Ладожская флотилия: потоплено 2 катера, повреждена канонерская лодка «Олекма» (в бою 25 июля, погибли 4 моряка и 11 получили ранения), в целом на флотилии погибло 5 моряков, пропало без вести — 5, ранено — 13. Потери финнов не известны, но, исходя из характера сражения, вероятно они были меньше советских.

## Итоги операции
Вопрос о значении десантов в ходе оборонительной операции войск 7-й армии остается спорным. Все советские источники утверждают, что финское командование перебросило для борьбы с ними значительные силы и это замедлило их наступление к Олонцу (город был занят только 2 сентября). Финские историки отрицают заметное влияние этой операции на ход боевых действий, указывая на её скоротечный характер и на общую нехватку своих сил на этом направлении (главные бои финской армии в июле 1941 года происходили на выборгском и петрозаводском направлениях).
По итогам операции дела на ряд командиров были переданы в военный трибунал. По его приговору за панику и потерю управления войсками были расстреляны командир и комиссар батальона (Петров и Гуральник), высаженного на остров Мантсинсаари. Были арестованы и осуждены П. А. Трайнин и начальник штаба Ладожской военной флотилии В. П. Боголепов (позднее с них судимости были сняты за отличия на фронте). В дисциплинарном порядке были наказаны контр-адмирал Ф. Челпанов и корпусной комиссар П. И. Лаухин.

## Причины провала операции
Операция окончилась трагически из-за целого комплекса причин:
- почти полное отсутствие разведки, незнание сил противника и его расположения на островах;
- возможность быстрого усиления противником гарнизонов островов не изучалась вообще, соответственно никакие меры против этого не принимались. Финское командование в разгар операции беспрепятственно перебрасывало на острова свои резервы и тем самым переломило ход боев на них;
- ограниченный срок подготовки операции;
- полная неподготовленность выделенных в десант сил к боевым действиям вообще и к бою на лесисто-скалистых островах в частности;
- почти полное отсутствие артиллерийской и авиационной поддержки, из-за чего оба десанта сразу после высадки оказались изолированными на островах и вели бой только своими силами;
- слепое следование изначальному плану операции и отсутствие анализа ситуации — после гибели первого десанта немедленно началась высадка второго, причем были повторены все ошибки, приведшие к гибели первый десант.